# 蔣茂璧
蔣茂璧，四川省瀘州直隸州納溪縣人，清朝政治人物、同進士出身。
光緒十二年（1886年），参加光緒丙戌科殿試，登進士三甲30名。同年五月，著以内阁中书。